# 自卑情结
自卑情结指对自己的怀疑、不确定，并缺乏自尊的现象，但目前没有统一的标准测量该情结的严重程度。严格意义上来说自卑本身不具有好坏的事物标准性，自卑情结通常存在于潜意识当中，容易造成当事人的过度补偿，并导致惊人的社会成就或者严重的反社会行为。
阿德勒在《自卑与超越》定义自卑情結为 ：一个人面对自己无法适应或妥善处理的问题时，明确表示自己无法解决该问题，即为自卑情结  。
自卑这个词获得了广泛的使用，例如西格蒙德·弗洛伊德在《梦的解析》，阿尔弗雷德·阿德勒在《自卑与超越》（Der Sinn des Lebens），霍妮在《我们时代的神经症人格》（The Neurotic Personality of our Time）。然而其缺乏一个足够清晰的定义，似乎在人们具体使用时其含义是自明的。暂时假定这个问题是存在的（路德维希·维特根斯坦），我们似乎可以考虑把我们的理智用在这个我们不能预先知道我们的理性是否适用的问题上（康德：《纯粹理性批判》）。